# Goodaleara
× Goodaleara (abreviado Gdlra en el comercio) es un híbrido intergenérico entre los géneros de orquídeas Brassia × Cochlioda × Miltonia × Odontoglossum × Oncidium.  Fue publicado en Orchid Rev. 84(991) cppo: 8 (1976).